# Primera División B 2008
El campeonato de la Primera División B 2008 del fútbol paraguayo fue el sexagésimo séptimo campeonato oficial de la Primera División B organizado por la Asociación Paraguaya de Fútbol (APF). Se dio inicio el 3 de mayo y finalizó el 8 de octubre.
El campeón ascendió a la División Intermedia y el subcampeón jugó un repechaje contra el subcampeón del Campeonato Nacional de Interligas 2007/08 por el ascenso a la misma categoría. Además, los dos equipos con menor puntaje al final de la temporada descendieron a la Primera División C.
Se consagró campeón por segunda vez el Club Atlético Colegiales de Asunción.

## Sistema de competición
El modo de disputa implementado fue, como en temporadas anteriores y similar a las de categorías superiores, el de todos contra todos a partidos de ida y vuelta, es decir a dos rondas compuestas por once jornadas cada una con localía recíproca. Se convierte en campeón el equipo que acumula la mayor cantidad de puntos al término de las 22 jornadas. En caso de haberse producido igualdad entre dos contendientes, habrían definido el título en un partido extra. Si hubieran sido más de dos, se resolvía según los siguientes parámetros:
1) saldo de goles;
2) mayor cantidad de goles marcados;
3) mayor cantidad de goles marcados en condición de visitante;
4) sorteo.

## Producto de la clasificación
- El torneo coronó al 68° campeón en la historia de la Primera División B.

- El campeón del torneo, obtuvo directamente su ascenso a la División Intermedia.

- El subcampeón del torneo, accedió al repechaje por el ascenso contra el subcampeón del Campeonato Nacional de Interligas 2007/08.

- El equipo que obtuvo el menor puntaje en el torneo, descendió a la Primera División C.

## Ascensos y descensos
| Ascendidos a la División Intermedia                                  |
| -------------------------------------------------------------------- |
| Sport Colombia (Campeón de la Primera de Ascenso/Primera División B) |

| Descendidos a la Primera División C                             |
| --------------------------------------------------------------- |
| River Plate (Peor puntaje en la temporada pasada)               |
| Sportivo Ameliano (Segundo peor puntaje en la temporada pasada) |

| Ascendidos de la Primera División C                                |
| ------------------------------------------------------------------ |
| 3 de Febrero (Campeón de la Segunda de Ascenso/Primera División C) |
| Atlántida (Subcampeón de la Segunda de Ascenso/Primera División C) |

| Descendidos de la División Intermedia                        |
| ------------------------------------------------------------ |
| Choré Central (Peor puntaje en la temporada pasada)          |
| Martín Ledesma (Segundo peor puntaje en la temporada pasada) |

## Equipos participantes
| Equipos         | Fundación               | Ciudad               | Estadio                   | Capacidad |
| --------------- | ----------------------- | -------------------- | ------------------------- | --------- |
| 1° de Marzo     | 1 de marzo de 1963      | Fernando de la Mora  | 1° de Marzo               | 2.000     |
| 29 de setiembre | 30 de abril de 1942     | Luque                | Molino                    | 1.000     |
| 3 de Febrero    | 10 de marzo de 1919     | Asunción             | 3 de Febrero              | 0         |
| 3 de Noviembre  | 15 de mayo de 1959      | Asunción             | Dr. Rubén Ramírez         | 1.500     |
| Atlántida       | 23 de diciembre de 1906 | Asunción             | Flaviano Díaz             | 1.000     |
| Colegiales      | 7 de enero de 1977      | Asunción             | Profesor Luciano Zacarías | 4.500     |
| Independiente   | 20 de setiembre de 1925 | Asunción             | Ricardo Gregor            | 500       |
| Oriental        | 12 de marzo de 1912     | Asunción             | Oriental                  | 4.000     |
| Pilcomayo       | 9 de junio de 1915      | Mariano Roque Alonso | Agustín Báez              | 800       |
| Resistencia     | 27 de diciembre de 1917 | Asunción             | Tomás Began Correa        | 5.700     |
| San Lorenzo     | 17 de diciembre de 1930 | San Lorenzo          | Ciudad Universitaria      | 5.000     |
| Tembetary       | 3 de agosto de 1912     | Ypané                | Ypané                     | 5.000     |

## Clasificación
| Pos. | Equipos         | PJ | PG | PE | PP | GF | GC | Dif. | Pts. |
| ---- | --------------- | -- | -- | -- | -- | -- | -- | ---- | ---- |
| 1.   | Colegiales      | 22 | 15 | 5  | 2  | 38 | 13 | 25   | 50   |
| 2.   | Independiente   | 22 | 15 | 4  | 3  | 40 | 17 | 23   | 49   |
| 3.   | San Lorenzo     | 22 | 13 | 5  | 4  | 37 | 21 | 16   | 44   |
| 4.   | 3 de Noviembre  | 22 | 9  | 4  | 9  | 29 | 37 | -8   | 31   |
| 5.   | Resistencia     | 22 | 7  | 7  | 8  | 31 | 28 | 3    | 28   |
| 6.   | Atlántida       | 23 | 7  | 5  | 10 | 27 | 38 | -11  | 26   |
| 7.   | 29 de Setiembre | 22 | 8  | 1  | 13 | 39 | 41 | -2   | 25   |
| 8.   | Tembetary       | 22 | 5  | 9  | 9  | 26 | 30 | -4   | 24   |
| 9.   | Pilcomayo       | 23 | 5  | 9  | 9  | 21 | 31 | -10  | 24   |
| 10.  | 1° de Marzo     | 22 | 6  | 5  | 11 | 26 | 32 | -6   | 23   |
| 11.  | Oriental        | 22 | 4  | 9  | 9  | 25 | 31 | -6   | 21   |
| 12.  | 3 de Febrero    | 22 | 4  | 5  | 13 | 26 | 46 | -20  | 17   |

 Pos=Posición; PJ=Partidos jugados; PG=Partidos ganados; PE=Partidos empatados; PP=Partidos perdidos; GF=Goles a favor; GC=Goles en contra; Dif=Diferencia de goles;Pts=Puntos
|  | |
|  | Campeón. Ascendido en forma directa a la División Intermedia                                                    |
|  | Subcampeón. Jugó un repechaje por el ascenso contra el subcampeón del Campeonato Nacional de Interligas 2007/08 |
|  | Descendido a Primera División C                                                                                 |

### Promoción por el ascenso

#### Entre subcampeones
Tras culminar el torneo, el club subcampeón jugó partidos de ida y vuelta contra el subcampeón del Campeonato Nacional de Interligas 2007/08, el ganador ascendió directamente a la Segunda División, el perdedor tuvo una segunda oportunidad al jugar otra promoción ante el penúltimo de la Segunda División. Finalmente, tras haber ganado ambos partidos con un marcador global de 4:2 Independiente ascendió a la Segunda División. 
| 26 de octubre de 2008 | Independiente    | 1:0     | Deportivo Capiatá | Estadio Ricardo Gregor, Asunción                  |                                                   |
|                       | Carlos Ayala 31' | Reporte |                   | Entradas vendidas: 745 Árbitro(s): Ramón Chamorro | Entradas vendidas: 745 Árbitro(s): Ramón Chamorro |

| 2 de noviembre de 2008 | Deportivo Capiatá                        | 2:3     | Independiente                           | Estadio Enrique Soler, Capiatá                    |                                                   |
|                        | Javier Villalba 33' · Gustavo Romero 48' | Reporte | Carlos Ayala 10 31 · Osvaldo Duarte 72' | Entradas vendidas: 1749 Árbitro(s): Carlos Torres | Entradas vendidas: 1749 Árbitro(s): Carlos Torres |

#### Con el penúltimo de la División Intermedia
Deportivo Capiatá al perder la promoción entre subcampeones, tuvo otra oportunidad de ascender al jugar otra promoción contra Fernando de la Mora que terminó penúltimo en la División Intermedia 2008. Inicialmente el Deportivo Capiatá logró el ascenso por medio del gol de visitante tras el global de 2 a 2. Pero días después Fernando de la Mora presentó protesta por la inclusión antirreglamentaria de dos jugadores del Deportivo Capiatá en el partido de vuelta y solicitó la anulación del partido y que se repita el encuentro, además la Asociación Paraguaya de Fútbol informó que un jugador del Deportivo Capiatá dio positivo al control antidopaje del partido de ida, pero esto implicaba sanciones para el jugador y no afectaba al resultado del partido. Tras dar la razón al club Fernando de la Mora la A.P.F. anuló el partido de vuelta y determinó que se repetiera el encuentro. El nuevo problema que surgió fue que el Deportivo Capiatá a esas alturas ya no contaba con jugadores, ya que la habilitación del plantel había fenecido, ante esta situación el club apeló la resolución del Tribunal de la A.P.F. pero esta fue rechazada. Al final la solución salomónica de la A.P.F. ante la imposibilidad de repetir el partido de vuelta de la promoción fue que el club Fernando de la Mora mantenga la categoría en la Segunda División y que el Deportivo Capiatá ascendería recién a la Segunda División para la temporada 2010.
| 9 de noviembre de 2008 | Deportivo Capiatá   | 1:0     | Fernando de la Mora | Estadio Enrique Soler, Capiatá                   |                                                  |
|                        | Milciades Silva 66' | Reporte |                     | Entradas vendidas: 539 Árbitro(s): Antonio Arias | Entradas vendidas: 539 Árbitro(s): Antonio Arias |

| 16 de noviembre de 2008 | Fernando de la Mora                  | 2:1     | Deportivo Capiatá | Estadio Emiliano Ghezzi, Asunción                  |                                                    |
| | Fernando López 53' · José Flecha 57' | Reporte | Jorge López 7'    | Entradas vendidas: 944 Árbitro(s): Carlos Amarilla | Entradas vendidas: 944 Árbitro(s): Carlos Amarilla |
| Este partido posteriormente fue anulado y se determinó que se debería repetir el encuentro, cosa que al final nunca sucedió. |                                      |         |                   |                                                    |                                                    |

## Campeón
| Atlético Colegiales 2.do título |